# Сонали (Каратобинський район)
Сонали́ (каз. Соналы) — село у складі Каратобинського району Західноказахстанської області Казахстану. Входить до складу Каратобинського сільського округу.
У радянські часи село називалось Акмешит.
Населення — 441 особа (2021; 669 у 2009, 680 у 1999, 760 у 1989).